# Compagnie de la Baie d'Hudson
Pour les articles homonymes, voir Baie d'Hudson (homonymie) et HBC.
La Compagnie de la Baie d'Hudson (en anglais : Hudson's Bay Company, HBC), fondée en 1670 pour la traite des fourrures dans la baie d'Hudson, était, avant sa disparition en 2025, la plus vieille personne morale de l'Amérique du Nord et l'une des plus vieilles du monde encore en activité. Elle a toujours été intimement liée à l'histoire du Canada jusqu'en juillet 2008, moment de son acquisition et de sa gestion directe par la compagnie américaine NRDC. Créée à Londres, la Compagnie est pourtant fondée par deux Français coureurs des bois, Pierre-Esprit Radisson et Médard Chouart des Groseilliers. Après la chute de la Nouvelle-France en 1763, elle a étendu son réseau de postes de traite vers l'ouest et vers le nord dans ce qui allait devenir le Canada.
Au début des années 1800, la Compagnie de la Baie d'Hudson entre en compétition avec la Compagnie du Nord-Ouest de Montréal et les deux fusionnent après un conflit sanglant pour le contrôle des fourrures. Elle reste par la suite durant près d'un demi-siècle la détentrice de la plus grande partie du territoire canadien et d'un droit exclusif de traite des fourrures. Ce territoire sera donné au nouveau pays en 1870 par le gouvernement de Londres. Ses postes de traite sont devenus des magasins généraux où les Autochtones venaient se ravitailler et ses représentants étaient de facto les représentants de l'ordre britannique dans les communautés éloignées. Elle ouvre des grands magasins dans les villes du sud et elle crée ses propres marques de commerce dont de fameuses couvertures à rayures.
La Compagnie de la Baie d'Hudson était jusqu'à sa disparition dans le domaine de la fourrure et du commerce. Elle gère une chaîne de commerces de toutes tailles, du commerce de détail aux grandes surfaces, principalement les chaînes La Baie d'Hudson et Zellers. La société a été membre de l'Association Internationale des Grands Magasins de 2001 à 2005,.
En mars 2025, la société a déposé une demande de protection contre ses créanciers en vertu de la Loi sur les arrangements avec les créanciers des compagnies et a commencé à liquider les magasins de la Baie d'Hudson. Deux mois plus tard, les marques de commerce et autres actifs de la société ont été vendus à Canadian Tire, y compris ses armoiries. Le 1er juin 2025, les derniers magasins La Baie d'Hudson ont fermé leurs portes.

## Histoire
Le navigateur anglais Henry Hudson découvre en 1610 la baie, auquel il donne son nom (baie d'Hudson), lors d'un voyage d'exploration pour trouver le passage du Nord-Ouest vers la Chine. L'Angleterre connaît donc la route par le nord pour ce territoire. En 1660, Pierre-Esprit Radisson et Médard Chouart des Groseilliers, deux aventuriers et coureurs des bois, de retour de voyage ramènent une cargaison de fourrures, plus de cent canots, principalement échangées avec les autochtones Cris qui ont une connaissance approfondie du territoire et du comportement de la faune régionale. Ce voyage leur avait permis de découvrir la « mer salée » dont parlaient les Autochtones, soit la baie d'Hudson, en venant du Sud depuis la Nouvelle-France.
Ce nouveau territoire est dès lors indissociable de la lutte franco-britannique pour l'Amérique du Nord aux XVIIe siècle et XVIIIe siècle. En effet, il donnait accès aux vastes territoires de traite des fourrures dont chaque pays voulait obtenir l'exclusivité.

### Fondation

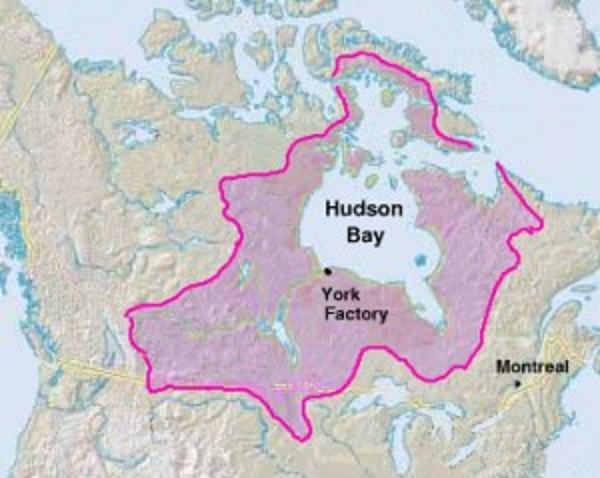
Terre de Rupert donnée à la Compagnie.

Comme Radisson et des Groseilliers n'avaient pas de permis pour la traite des fourrures, le gouverneur de la Nouvelle-France Pierre de Voyer d'Argenson confisqua leurs butins et les soumit à une amende. Ils cherchèrent alors à lancer une entreprise de commerce mais ne reçurent aucun appui en Nouvelle-France. Des Groseilliers n'ayant pu obtenir justice lors d'un voyage en France, les deux explorateurs partirent pour Boston afin d'intéresser les autorités de la Nouvelle-Angleterre à des expéditions, contre la politique mercantiliste du temps qui dictait le commerce exclusif avec la mère-patrie. Ils y rencontrèrent le colonel anglais George Cartwright qui les emmena en Angleterre et les présenta à la Cour du roi Charles II.
En juin 1668, ils partent d'Angleterre, conduisant deux navires marchands affrétés par le prince Rupert, l’Eaglet et le Nonsuch, vers la baie James par la route d'Henry Hudson. Cette nouvelle route plus courte éliminait la nécessité de passer par le fleuve Saint-Laurent contrôlé par les Français.
Seul le Nonsuch arriva à destination, Des Groseilliers à son bord, car l’Eaglet, avarié dans une tempête, dut retourner en Angleterre avec Radisson. Il atteint l'embouchure de la rivière Rupert en septembre. L'équipage y construit un fort, sur la rive gauche de cette rivière qu'ils baptisèrent en l'honneur du prince Rupert, cousin du Roi. L'équipage passa l'hiver en ce lieu qu'ils nommèrent fort Charles (et qui deviendra plus tard Rupert House, ou Waskaganish).
Dès le printemps 1669, environ 300 personnes se présentent au fort Charles afin d'y échanger des fourrures. Les résultats de ce voyage convainquirent le roi Charles de créer la « Compagnie de la Baie d'Hudson » le 2 mai 1670. Elle avait alors pour nom Company of Adventurers of England (« Compagnie des aventuriers d'Angleterre ») et sa charte établissait un monopole de traite avec les Autochtones, spécialement pour les fourrures, sur la vaste région des rivières et fleuves se déversant dans la baie d'Hudson que l'on appellera la Terre de Rupert en l'honneur du premier directeur de la compagnie, le prince Rupert du Rhin. Ce territoire couvrait 3,9 millions de km2, soit un tiers du Canada moderne et s'étendant même dans le Nord des Grandes Plaines américaines.
Cette création marque le début de l'implication de la Compagnie dans le processus colonial britannique à travers l'utilisation du labeur autochtone et le changement à leur mode de vie traditionnel (notamment le démantèlement des réseaux d'échanges déjà en place avant l'arrivée des Européens entre les multiples nations autochtones).

### Rivalité franco-anglaise

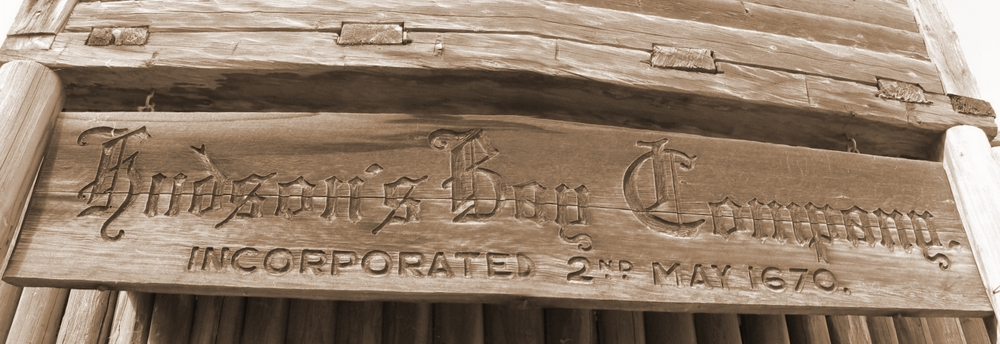
Logo au portail d’un fort historique de la Compagnie.

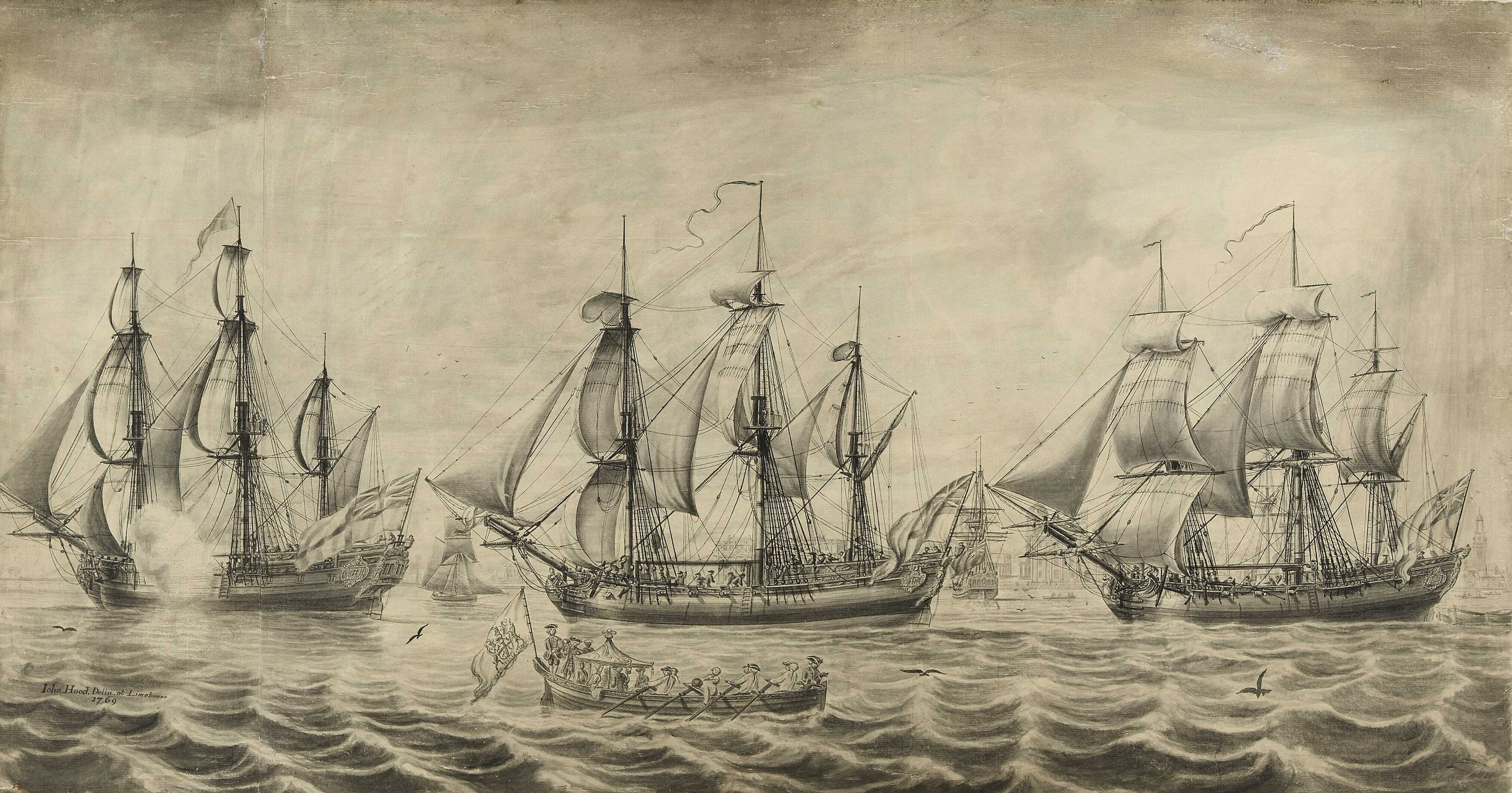
Trois navires de la Compagnie au milieu du XVIIIe siècle.

Le quartier général des opérations de la Compagnie est placé à Fort Nelson (York Factory), à l'embouchure du fleuve Nelson, dans ce qui est actuellement le Nord-Est du Manitoba. Il commande la série de forts le long du fleuve Saskatchewan et de la rivière Rouge qui commerce avec les Amérindiens des Prairies canadiennes. D'autres postes sont établis sur la rive sud de la baie d'Hudson dans le Nord de l'Ontario et l'Ouest du Québec actuels. On les nomme factories (manufactures), car en anglais le nom d’un commerçant est dit factor, et ils opèrent comme centres de traite de fourrure. Durant le printemps, l’été et l’automne, les indigènes se rendent en canots d’écorce par les rivières vers ces postes pour vendre les peaux récoltées durant l’hiver. Ils reçoivent en échange des biens manufacturés comme des outils de métal et des agrès de pêche, le plus souvent importés d’Allemagne, centre de production peu coûteux à cette époque.
De leur côté, les Français établissent des forts élaborés le long des Grands Lacs, du bassin du fleuve Mississippi et même dans les Plaines à mesure que progressaient leurs explorations. Radisson et Groseilliers auraient voulu appliquer le même style aux établissements anglais, mais la Compagnie n’en voyait pas la nécessité. En 1674, ils décident donc de retourner leur allégeance vers la France.
Durant les années 1680, la guerre fait à nouveau rage entre la France et l’Angleterre. Ainsi commence une série d’attaques entre les deux empires pour le contrôle du commerce des fourrures. En 1686, Chevalier de Troyes est envoyé avec une troupe et capture les postes anglais établis le long de la baie James, un appendice de la baie d’Hudson. Ils font les 1 000 kilomètres en canots et à pied. Pierre Le Moyne d'Iberville, qui a montré un grand héroïsme, est nommé responsable des forts capturés. Plus tard en 1697, devenu capitaine de navire d’Iberville défera trois navires de la Royal Navy dans la bataille de la baie d’Hudson, la plus importante bataille navale de l’Arctique nord-américain et capturera le quartier général de York Factory. La capture du fort fut particulièrement ingénieuse. Les forces d’Iberville ayant été réduites, il réussit quand même à faire croire aux assiégés que ses troupes étaient très importantes.
Durant la décennie suivante, les forts changèrent de mains plusieurs fois avant que tout le territoire ne soit cédé à la Grande-Bretagne en 1713 par le traité d’Utrecht. York Factory fut reconstruite ensuite en briques comme un fort mais à l’embouchure de la rivière Hayes, un peu plus loin, où elle existe encore aujourd’hui. L’échange des pelleteries contre des couvertures en laine devint la caractéristique des échanges par la suite. Ces couvertures à un motif très distinct devinrent la marque de commerce de la Compagnie. Le contrôle de la Compagnie sur la Terre de Rupert devint non seulement commercial mais également gouvernemental. Le représentant de la Compagnie dans une communauté étant le gouverneur, juge et administrateur de son territoire de façon similaire aux privilèges de la Compagnie anglaise des Indes orientales.

### Lutte pour l’hégémonie commerciale

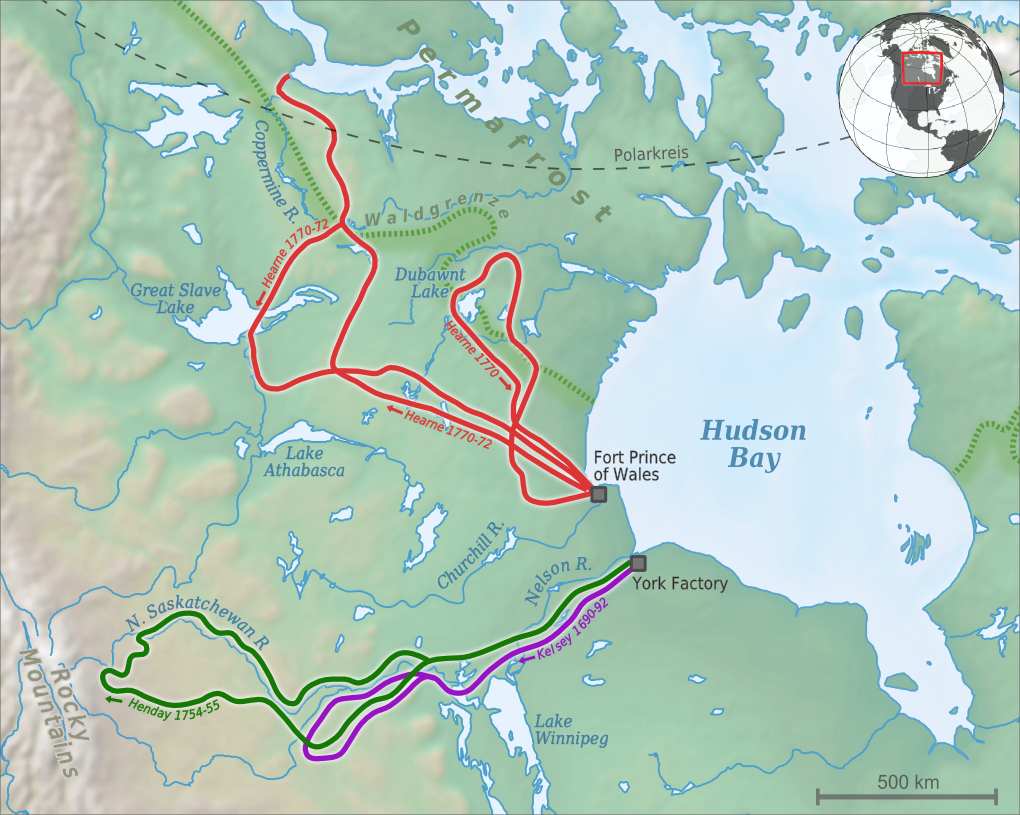
Expéditions de Henry Kelsey (1690-92), Anthony Henday (1754-55) et Samuel Hearne (1770, 1770-72) dans l'Ouest à partir de la baie d'Hudson.

Après la chute de la Nouvelle-France aux mains des Britanniques en 1760 et la cession finale par le traité de Paris de 1763, rien ne semblait arrêter la Compagnie de la Baie d’Hudson pour la domination du commerce de fourrures. Cependant en 1782, Benjamin Frobisher, son frère Joseph, et Simon McTavish fondent la Compagnie du Nord-Ouest à Montréal, reprenant les voies traditionnelles de ce commerce que les Français avaient laissées. Les deux compagnies se dirigent donc vers une guerre commerciale car la voie vers l’ouest passe par le Manitoba actuel, une partie de la Terre de Rupert.
De commerciale, la rivalité devient territoriale en 1811. En effet, les deux emploient les Métis de cette région pour le transport des marchandises. Ceux-ci voient d’un mauvais œil les tentatives de colonisation que la Compagnie de la Baie d’Hudson tente dans la vallée de la rivière Rouge par Thomas Douglas, 5e comte de Selkirk. Le conflit s’envenime quand une période de disette dans la colonie oppose ses habitants et les Métis à la bataille des sept chênes en 1816. Les affrontements armés et commerciaux continuent alors que la surchasse des animaux à fourrures, surtout le castor, diminue rapidement les recettes.
En 1821, le secrétaire d’État à la Guerre et aux Colonies britanniques, Henri Bathurst, force les deux compagnies à fusionner afin de ramener l’ordre. L’accord stipule que la nouvelle entité gardera le nom de Compagnie de la Baie d’Hudson et son nouveau gouverneur (directeur général), George Simpson, décide de déménager de Londres à la banlieue de Montréal appelée Lachine. Il consolide le réseau de forts des deux compagnies en éliminant le dédoublement.

### Fin du monopole
Durant les années 1820 et 1830, la Compagnie contrôle vraiment tout le commerce vers l’Ouest canadien. À partir de ses forts, elle recueille les fourrures, échange toutes les premières nécessités avec les Autochtones et voit à l’établissement de certaines colonies. Les trappeurs de la Compagnie s’enfoncent de plus en plus profondément dans l’arrière-pays et participent à l’exploration des territoires allant de la Californie à l’Alaska et aux Territoires du Nord-Ouest.

#### Territoire de l’Oregon

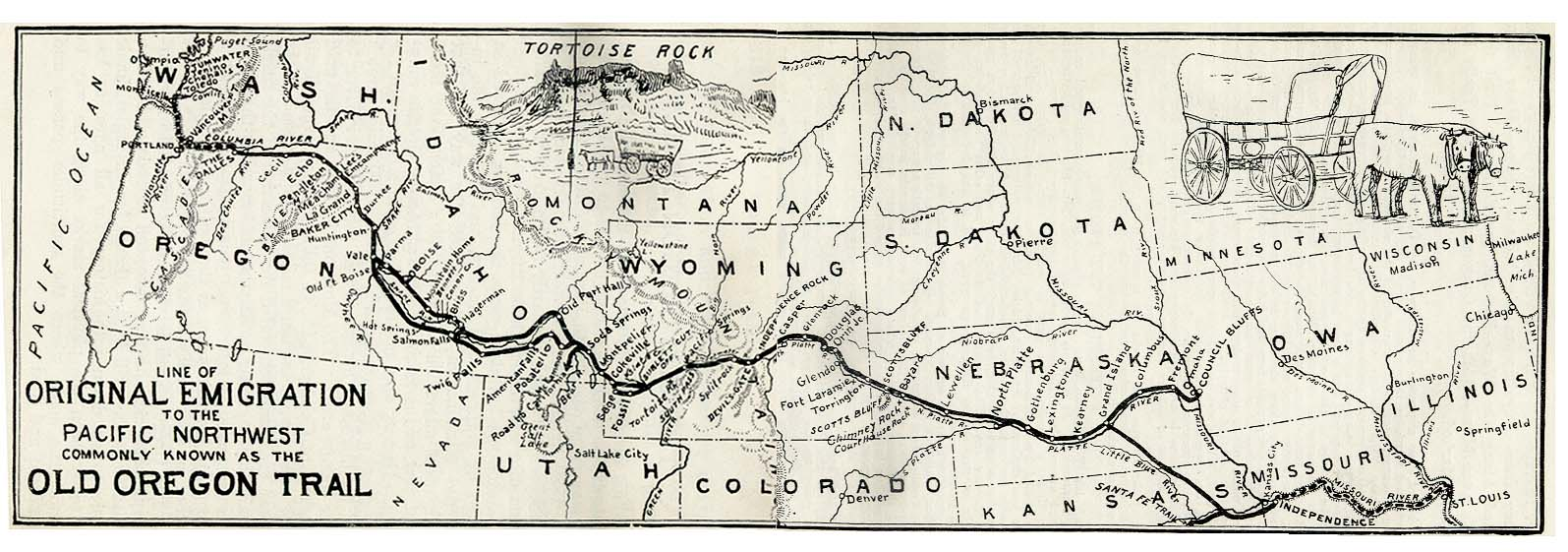
Piste de l’Oregon.

Dans le territoire Oregon qui était contesté entre les États-Unis et le Royaume-Uni, un traité est signé en 1818 pour une administration conjointe. En fait, c’est à Fort Vancouver sur le fleuve Colombia, dans ce qui est aujourd’hui le Sud de l’État de Washington, que la Compagnie de la Baie d'Hudson exerce le contrôle réel. Le directeur du fort John McLoughlin, appelé « facteur en chef », décourage activement la colonisation pour maintenir le monopole de la Compagnie et envoie des brigades de trappeurs vers le nord de la Californie par le sentier connu comme Siskiyou Trail.
McLoughlin établit Fort Boise, actuellement dans le Sud-Ouest de l’Idaho, en 1834 pour concurrencer Fort Hall, un établissement américain à 483 km à l’est de là. En 1837, on achète même ce dernier et on y expose des chariots abandonnés par des colons le long de la piste de l'Oregon afin de décourager les nouveaux venus. Malgré tout, McLoughlin aide les quelques pionniers qui arrivent à travers le territoire et qui le plus souvent sont à bout de ressources en arrivant à la côte Pacifique.
En 1843, Marcus Whitman conduit le premier convoi organisé de chariots à traverser avec succès la piste. Les convois se succéderont ensuite et des milliers de migrants atteignent la vallée de la Willamette. En 1846, les États-Unis achètent le territoire au sud du 49e parallèle et Fort Vancouver s’y trouve. McLoughlin doit changer son fusil d’épaule et reçoit à partir de ce moment les colons tout en ouvrant un magasin général à Oregon City pour les approvisionner. On le nommera plus tard « Père de l’Oregon ». La Compagnie terminera plus tard sa présence dans le secteur.

#### Ouest canadien
Un événement majeur qui allait effriter le monopole de la Compagnie sur la Terre de Rupert survint en 1849. Guillaume Sayer, un trappeur et commerçant métis, fut accusé de commerce illégal des fourrures. Le procès se tint dans le district d'Assiniboia (partie de la Colonie de la rivière Rouge), plus ou moins à la partie sud-est de l’actuelle Manitoba, avec un juge et des jurés à la solde de la Compagnie de la Baie d’Hudson. Durant son déroulement, une foule de Métis dirigée par le père de Louis Riel manifesta pacifiquement devant le tribunal mais prête à intervenir avec la force si nécessaire. Le juge Adam Thom reconnut Sayer coupable mais n’imposa aucune peine ou amende, probablement à cause de l’intimidante foule à l’extérieur criant : « Le commerce est libre ! Le commerce est libre ! » La Compagnie eut ensuite bien du mal à maintenir son emprise sur le commerce dans la colonie de la rivière Rouge.
De 1857 à 1860, le capitaine John Palliser mena une expédition dont le rapport initial était très défavorable à l’établissement de fermiers dans l’Ouest. Ce rapport fut repris par la Compagnie à son avantage. Cependant, le débat qui s'ensuivit vit de nombreux opposants réfuter ces conclusions. En 1870, le monopole fut finalement aboli et le commerce ouvert à tous ; mais déjà, en 1868, un acte du parlement britannique forçait la Compagnie à rétrocéder la possession de la Terre de Rupert au Royaume-Uni, lequel vendit ce territoire dans le cadre d'une transaction incluant les Territoires du Nord-Ouest pour la somme de 300 000 livres au Canada en 1870.

### Transformation

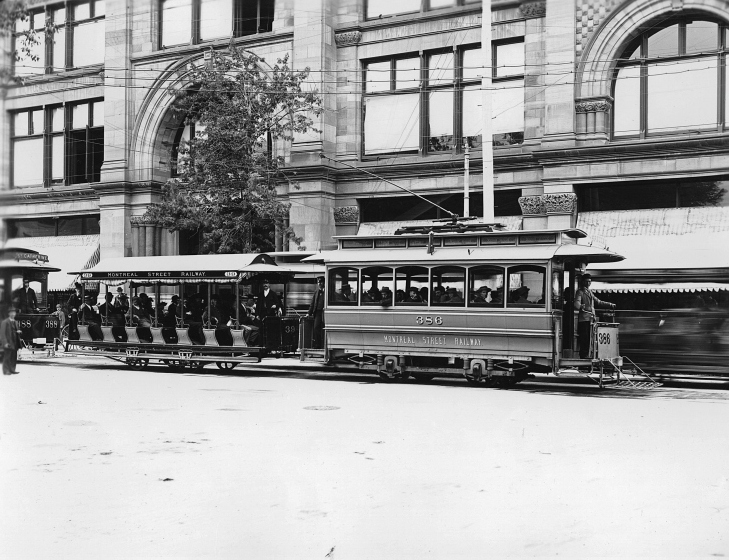
Tramway électrique devant La Baie, 1895.

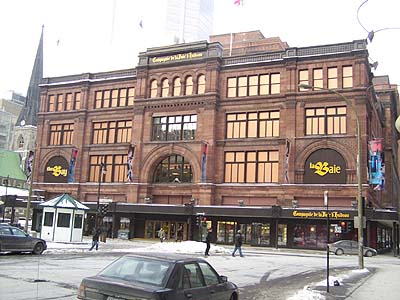
Magasin La Baie, rue Sainte-Catherine à Montréal, l’ancien magasin-chef de Morgans.

À la fin du XIXe siècle, les nouvelles tendances de la mode contribuent au déclin du commerce des fourrures. La colonisation de l’Ouest et la ruée vers l’or apportent rapidement à la Compagnie un nouveau type de clientèle : l’époque du commerce de détail commence. Elle se concentre désormais sur la transformation des postes de traite en magasins de vente au détail, garnis d’un assortiment d’articles plus vaste qu’auparavant. La Compagnie se lance également dans l’immobilier, vendant des lots aux colons nouvellement établis, ce qui entraîne progressivement le développement d’actifs immobiliers à grande échelle. Le transport de marchandises et les ressources naturelles, notamment le pétrole et le gaz, formeront aussi des activités parallèles importantes.
En 1912, suivant les conseils de l’un de ses directeurs qui provenait du grand magasin Harrods de Londres, la Compagnie de la Baie d’Hudson ouvre les six premiers grands magasins à Victoria, Vancouver, Edmonton, Calgary, Saskatoon et Winnipeg. Ces grands magasins se répandront à travers le Canada, soit par construction de nouvelles succursales, soit par achat et transformations de magasins.
En 1936, la Compagnie rachète la filiale canadienne de la société française de commerce de fourrures Révillon Frères.
Parmi les acquisitions de la Compagnie de la Baie d’Hudson figurent les grands magasins Morgan's (en) de Montréal achetés en 1960 et transformés en magasin La Baie en 1972 et les magasins Simpsons et Zellers en 1978, qui demeurent des chaînes indépendantes. 
En 1970, pour le 300e anniversaire de la compagnie, la reine Élisabeth II accorde une nouvelle charte qui révoque la plupart des dispositions de l’ancienne, et qui transfère officiellement la compagnie du Royaume-Uni au Canada, le siège de Londres est fermé et le nouveau est établi à Winnipeg au Manitoba.
En 1974, elle transfère tous ses documents historiques à la Direction des archives provinciales de Manitoba (depuis 2003 Archives of Manitoba (en)) à Winnipeg.
Le ralentissement économique des années 1980 force à revoir les priorités et à revenir aux activités de base. La Compagnie vend ses intérêts extérieurs au commerce de détail et procède à d’autres acquisitions dans le secteur du commerce de détail : Towers/Bonimart sont achetés en 1990, les magasins Woodwards seront intégrés aux magasins La Baie en 1993 et les Kmart du Canada deviendront des Zellers en 1998.

### Histoire récente

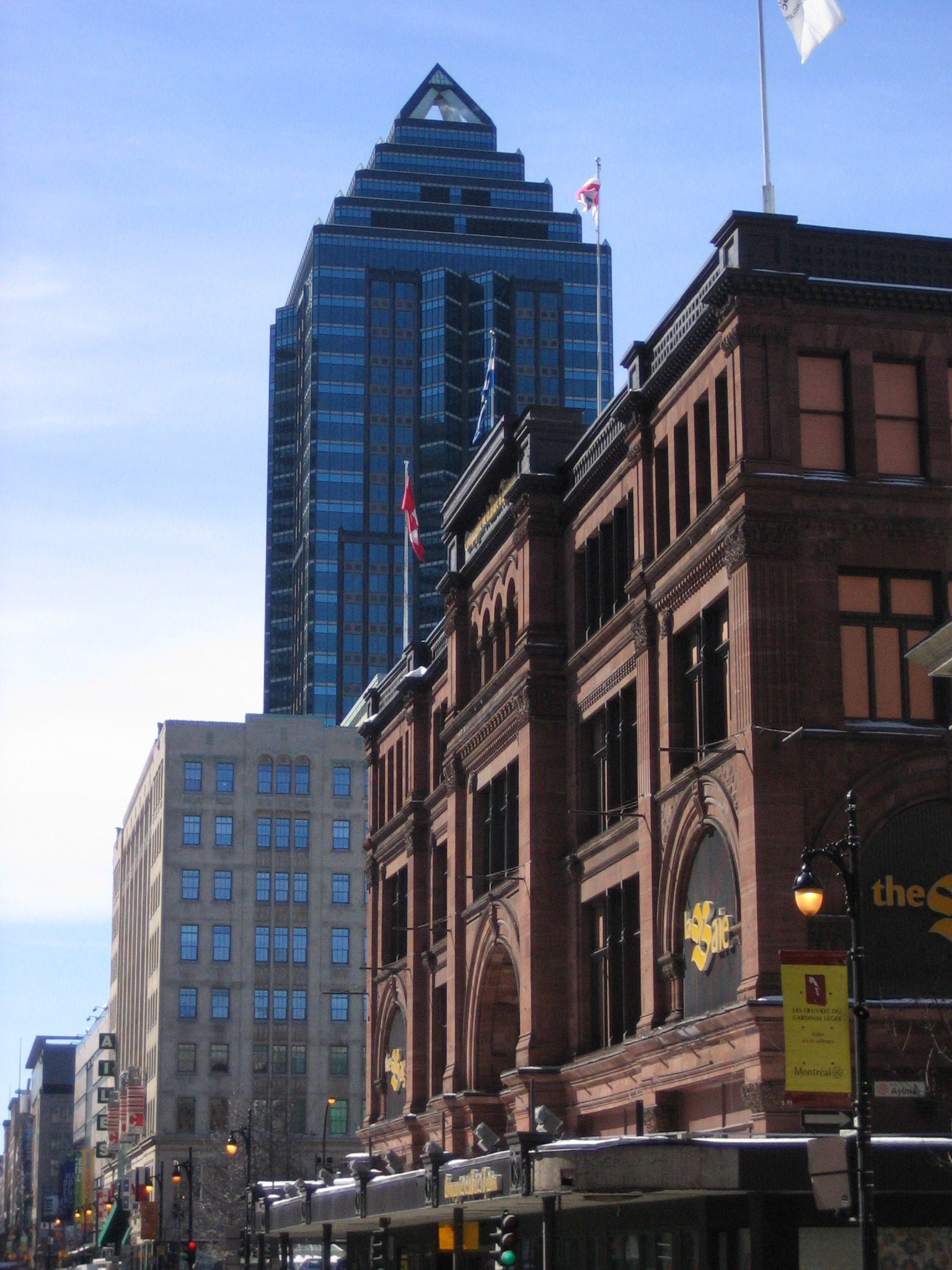
Magasin La Baie sur la rue Sainte-Catherine à Montréal, vue vers l’ouest.

Au début du XXIe siècle, la Compagnie de la Baie d’Hudson a déjà bien entamé son quatrième centenaire dans le commerce de détail au Canada. Les différentes chaînes qu’elle contrôle comblent à elles seules plus des deux tiers des besoins des Canadiens en matière d’achats mais la concurrence de nouvelles chaînes comme Wal-Mart et le changement des habitudes des consommateurs donnent du fil à retordre à la Compagnie. Entre autres, les magasins à rayons La Baie perdent leurs clients au profit de boutiques spécialisées et Wal-Mart concurrence fortement les magasins à rabais Zellers.
Ceci mène à des problèmes financiers qui rendent la Compagnie vulnérable. 
En janvier 2006, alors qu'elle est propriétaire d'environ 550 magasins et emploie alors environ 70 000 personnes, la compagnie accepte une offre publique d'achat pour 1,5 milliard de dollars canadiens à l’homme d'affaires américain Jerry Zucker qui en devient alors le gouverneur. Zucker est décédé le 14 avril 2008 et c'est son épouse Anita qui lui a succédé. En juillet de la même année, NRDC Equity Partners, un fonds américain d'investissement privé, déjà propriétaire des grands magasins Lord&Taylor, achète HBC et Richard A. Baker en est depuis le 39e gouverneur.
Le 13 janvier 2011, la Compagnie de la Baie d'Hudson a annoncé que la majorité des baux des magasins de sa filiale Zellers seraient transférés par affermage à Target Corporation qui les transformeraient en magasins à rayons Target selon son plan d'expansion au Canada.
En juin 2015, la Compagnie de la Baie d'Hudson acquiert à l'entreprise allemande Metro, la chaîne de grands magasins Kaufhof pour 2,8 milliards de dollars. La Compagnie de la Baie d'Hudson annonce en même temps son souhait de vendre au moins 40 % des propriétés immobilières de Kaufhof à sa co-entreprise avec Simon Property Group, spécialisée dans la gestion immobilière. En janvier 2016, la Compagnie de la Baie d'Hudson annonce l'acquisition de Gilt, une entreprise de commerce électronique spécialisée dans les produits de luxe, pour 250 millions de dollars,.
En 2018, Galeria Kaufhof et de Karstadt annoncent la fusion de leurs activités. La Compagnie de la Baie d'Hudson, propriétaire de Galeria Kaufhof, garda une participation de 51 % dans le nouvel ensemble,.
En août 2019, la Compagnie de la Baie d'Hudson annonce la vente de Lord + Taylor pour 100 millions de dollars américains à Le Tote.
Le 7 mars 2025, elle est en grave difficulté avec une dette de 950 millions de dollars canadiens et se place sous la protection de Loi sur les arrangements avec les créanciers des compagnies, elle a alors 80 magasins et 9 364 employés. Le 15 mars, les marques de commerce et autres actifs de la société ont été vendus à Canadian Tire, y compris ses armoiries. Le 1er juin, les derniers magasins La Baie d'Hudson ont fermé leurs portes.

### Mémoire du monde
En 1974, la Compagnie de la Baie d'Hudson a transféré ses archives de Londres à Winnipeg au Manitoba, dans le but d'en assurer la pérennité. Ces archives couvrent toute la vie de la Compagnie depuis 1670 : transactions, archives médicales, journaux personnels du personnel des postes de traite et des magasins, inventaires, etc. Elles ont été rendues accessibles au public l'année suivante. En 1994, la Compagnie en a officiellement fait don à la province du Manitoba et a utilisé les crédits d'impôt gagnés pour créer la Fondation d'histoire de la Compagnie de la Baie d'Hudson qui gère ces archives. En 2006, 2 670 chercheurs se sont rendus consulter ces archives et 1 020 personnes ont visité les lieux, surtout des groupes scolaires et universitaires. Par l'entremise de la poste et d'Internet, ces informations ont été également mises à la disposition du public. En 2007, les archives de la Compagnie de la Baie d'Hudson ont été retenues dans le programme Mémoire du monde de l’UNESCO

### Identité visuelle (logo)

Drapeau original de la Compagnie de la Baie d'Hudson affirmant son appartenance à l'Empire britannique.
Logo avant 1965.
Logo de 2006 à 2009.
Logo en anglais de 2009 à mars 2013.
Logo de mars 2013 à juin 2025.

## Conseil de direction
Les administrateurs de la compagnie sont en 2024 :
- Richard A. Baker, gouverneur, président exécutif et chef de la direction de HBC;
- Ian Putnam, président et chef de la direction de Propriétés et Investissements de HBC ;
- Jennifer Bewley, chef des finances de HBC ;
- Thomas Obersteiner, vice-président sénior de HBC ;
- Trenesa Danuser, cheffe des communications ;
- Marc J. Metrick, chef de la direction de Saks Fifth Avenue;
- Larry Bruce, président de SFA ;
- Rob Brooks, président de O5;
- Liz Rodbell, présidente et cheffe de la direction à La Baie d’Hudson

## Gouverneurs
- Prince Rupert du Rhin (1670-1682) -- la Terre de Rupert porte son nom.
- Prince James, duc de York (1683-1685)
- John Churchill (1685-1692)
- Sir Stephen Evans (1692-1696)
- Sir William Trumbull (1696-1700)
- Sir Stephen Evans (1700-1712)
- Sir Bibye Lake, Sr. (en) (1712-1743)
- Benjamin Pitt (1743-1746)
- Thomas Knapp (1746-1750)
- Sir Atwell Lake (en) (1750-1760)
- Sir William Baker (1760-1770)
- Sir Bibye Lake, Jr. (1770-1782)
- Samuel Wegg (1782-1799)
- Sir James Winter Lake (1799-1807)
- William Mainwaring (1807-1812)
- Joseph Berens (1812-1822)
- Sir John Henry Pelly (en) (1822-1852)
- Andrew Colvile (en) (1852-1856)
- John Shepherd (en) (1856-1858)
- Henry Hulse Berens (1858-1863)
- Sir Edmund Walker Head (1863-1868)
- John Wodehouse (1868-1869)
- Sir Henry Stafford Northcote (1869-1874)
- George Goschen (1874-1880)
- Eden Colvile (en) (1880-1889)
- Donald Alexander Smith, 1er baron Strathcona et Mont-Royal (1889-1914)
- Sir Thomas Skinner (1914-1915)
- Sir Robert Molesworth Kindersley (1916-1925)
- Charles Vincent Sale (1925-1931)
- Sir Patrick Ashley Cooper (en) (1931-1952)
- William Keswick (en) (1952-1965)
- Derick Heathcoat-Amory (1965-1970)
- George T. Richardson (1970-1982)
- Donald S. McGiverin (1982-1994)
- David E. Mitchell (1994-1997)
- L. Yves Fortier (1997-2006)
- Jerry Zucker (2006-2008)
- Anita Zucker (2008)
- Richard A. Baker (2008-2025)

## Dans la culture
Plusieurs documentaires, livres, films et séries télévisées furent écrits à propos de la Compagnie, dont :
- Le Pays des fourrures (1873), roman d'aventures de Jules Verne à propos de la survivance dans un poste de traite dans l'Arctique ;
- Les Trappeurs de l'Hudson (1941), film dramatique américain réalisé par Irving Pichel partiellement basé sur la vie des personnalités comme Pierre-Esprit Radisson et Médard Chouart des Groseilliers fondateur de la Compagnie de la Baie d'Hudson ;
- Radisson (1957-1959), série télévisée québécoise fondée sur les explorations historiques de Pierre-Esprit Radisson.
- Frontier (2016-2018), série télévisée qui suit les aventures de Declan Harp, un hors la loi mi-Irlandais, mi-Cris qui milite pour briser le monopole de la Compagnie de la Baie d'Hudson sur le commerce de la fourrure au Canada ;